# Torsten Torwigge
Torsten Bengtsson Torwigge, död före 5 juni 1668, var en svensk sekreterare.

## Biografi
Torsten Torwigge arbetade 1627 som skrivare i hovkansliet. Han blev 10 juni 1635 slottsskrivare i Narva. Torwigge fick 3 januari 1642 ödeslanden Pereshina och Borok i Samoiskoi pogost i Koporje län. Han blev 4 november 1647 sekreterare vid ingermanländska generalguvernementet och adlades 21 december 1651 till Torwigge, introducerades i Sveriges riddarhus 1652 som nummer 525, vilket kom att ändras till 548. Torwigge avled 1668.

### Familj
Torwigge var första gången gift med en okänd kvinna. De fick tillsammans barnen överstelöjtnanten Nils Vilhelm Torwigge (död 1681) vid adelsfaneregementet, en dotter som var gift med Samuel Forss, Anna Torwigge som var gift med superintendenten Henrik Stahl i Narva och Maria Torwigge som var gift med kyrkoherden Isak Johannis Svenander i Nöteborgs församling.
Han gifte sig andra gången 1667 med Catharina Grabbe. Efter Torwigges död gifte Grabbe som sig med kronobefallningsmannen Erik Andersson Björkebom i Jama härad.